# Elisabeth Hackstein
Elisabeth Hackstein (* 4. Oktober 1949 in Emsdetten in Westfalen) ist eine deutsche Biologin und Politikerin (Grüne). Sie war Mitglied der Bremischen Bürgerschaft.

## Biografie

### Familie, Ausbildung und Beruf
Hackstein absolvierte ihre Schulausbildung von 1955 bis 1971 in Emsdetten und war 1967/67 Volontärin im Zoo in Münster. Sie studierte von 1971 bis 1973 Katholische Theologie an der Universität  Freiburg und von 1971 bis 1978 Biologie in Freiburg im Breisgau. Zugleich arbeitete sie 1972 bis 1978 als Pflegehelferin an der Universitäts-Kinderklinik in Freiburg. Von 1976 bis 1978 war sie Wissenschaftliche Hilfskraft im Zoologischen Institut der Universität Freiburg. 1988  promovierte sie  an der Universität Bremen zum  Dr. rer. nat. mit einem limnologisch-/ökotoxikologischen Thema.
Vom Februar 1996 bis zum Februar 2004 war sie Dezernentin der Stadt Brühl mit den Arbeitsschwerpunkten u. a. Umweltschutz und Lokale Agenda.
1991 wurde sie Mitglied der Evangelischen Kirche. 2003 trat sie in den Evangelischen Frauenkonvent des Klosters Stift zum Heiligengrabe ein, wo seit 2004 ihr Lebensmittelpunkt ist. Von 2004 bis 2007 studierte sie Evangelische Theologie und nichtchristliche Religionen an der Universität Berlin.
2005/06 erfolgte eine Ausbildung zur Lektorin der Evangelischen Kirche Berlin-Brandenburg-schlesische Oberlausitz und 2007/08 eine Ausbildung zur ev. Prädikantin. Danach fungierte sie als Beauftragte zur freien Wortverkündigung und Sakramentsverwaltung für den Sprengel Heiligengrabe.
Erneut promovierte sie 2008, nun zum Dr. phil.,  am Seminar für Katholische Theologie der Freien Universität Berlin zum Thema Christliche Sederfeiern.
Sie wohnt(e) u. a. in Freiburg, Bremen, Brühl und in Heiligengrabe/Brandenburg.

### Politik
Hackstein war von 1992 bis 2004 Mitglied der Grünen. Sie war neun Jahre lang von 1987 bis 1996 Mitglied der Bremischen Bürgerschaft. 1995/1996 fungierte sie als Fraktionssprecherin der Grünen. Sie war im Landesparlament für die Aufgaben Bau, Stadtentwicklung, Umwelt und Häfen aktiv.

### Weitere Mitgliedschaften
- Seit 2005 Mitglied der Gesellschaft für christlich-jüdische Zusammenarbeit in Berlin
- Mitglied im Kreiskirchenrat im evangelischen Kirchenkreis Prignitz.

## Werke
- Die Veränderungen populationsdynamischer Parameter bei Gammarus tigrinus SEXTON (Crustacea: Amphipoda) durch die Wechselwirkung von Temperatur und Cadmiumkontamination über das Futter. Dissertation.
- Das Kloster Heiligengrabe und die Reformation. In: Von blutenden Hostien, frommen Pilgern und widerspenstigen Nonnen. Heiligengrabe zwischen Spätmittelalter und Reformation, Friederike Rupprecht (Hrsg.), Lukas-Verlag, Berlin 2005, S. 111–129, ISBN 978-3-936872-59-0.
- Chronologie der Reformation in Heiligengrabe. In: Von blutenden Hostien, frommen Pilgern und widerspenstigen Nonnen. Heiligengrabe zwischen Spätmittelalter und Reformation, Friederike Rupprecht (Hrsg.), Lukas-Verlag, Berlin 2005, S. 130–135, ISBN 978-3-936872-59-0.
- Auf der Suche nach den jüdischen Wurzeln. Verlag Peter Lang, 2012, ISBN 978-3-631-62202-5.